# Abbaye de Cwmhir
L'abbaye de Cwmhir est une ancienne abbaye cistercienne située en bordure du village d'Abbeycwmhir, au Pays de Galles.
Fondée en 1143 par Cadwallon ap Madog (en), qui y fait venir des moines de Whitland, elle est très fortement surdimensionnée. Les plans initiaux de la gigantesque église abbatiale ne sont notamment jamais menés à bout.
En effet, Cwmhir est caractérisée par son grand isolement, qui ne permet par le fleurissement d'une communauté importante, mais aussi par les suzerainetés politiquement rivales de ses protecteurs, qui lui valent des destructions et des sévices lors notamment de la conquête du pays de Galles par Édouard Ier en 1231-1234 ou de la Révolte des Gallois en 1401-1402.
Fermée parmi les premières abbayes, du fait de sa pauvreté, lors de la dissolution des monastères en 1536, elle subit encore d'énormes destructions un siècle plus tard lors de la première révolution anglaise. Les restes actuels, protégés en tant que monument classé de grade II, sont en conséquence assez modestes.

## Situation et toponymie
L'abbaye, rattachée administrativement au village d'Abbeycwmhir, est située sur la rive gauche — septentrionale — du Clywedog Brook, un petit sous-affluent de la Wye.

## Histoire

### Fondation
La fondation de l'abbaye est rendue possible par Cadwallon ap Madog (en) qui installe la première communauté en 1143 dans un site proche, à Ty Faenor. Mais ce dernier site ne convient pas bien aux moines, qui choisissent de déménager au bout d'une trentaine d'années. Juste après ce transfert, en 1179, Cadwallon est tué par Roger Mortimer de Wigmore (en), qui choisit de devenir à son tour le bienfaiteur de l'abbaye.

### L'abbaye au Moyen Âge
Parmi toutes les abbayes cisterciennes galloises, Cwmhir est décrite dans les documents médiévaux comme la plus isolée, en particulier située à grande distance des églises paroissiales. Lors de la fondation, il est envisagé que l'abbaye puisse accueillir une communauté de soixante moines ; en pratique, ceux-ci sont très probablement beaucoup moins nombreux. Les travaux envisagés auraient dû créer la plus grande église du Pays de Galles s'ils avaient été menés à terme ; contrairement aux pratiques en vigueur au Moyen Âge, l'ouvrage commence par la façade, à l'ouest, et non par le chœur. Après le règne de Llywelyn le Grand, les financements se tarissent et le chantier est arrêté.
Les Mortimer, étant anglais, préfèrent en outre favoriser l'abbaye de Wigmore, dont ils sont également protecteurs, et délaissent Cwmhir.
Le double patronage pose par ailleurs de gros problèmes politiques aux cisterciens, une partie de leurs protecteurs étant des nobles gallois et l’autre des nobles anglais ; l'abbaye semble devoir en particulier prêter allégeance au roi d'Angleterre ; lors de la conquête du pays de Galles par Édouard Ier en 1231, les troupes anglaises, mécontentes du soutien de Cmwhir à la cause galloise, brûlent une de ses granges. Les troupes d'Henri II réitèrent ce forfait en 1234, en imposant de surcroît à l'abbé une lourde amende de deux cents livres.
Des conflits internes éclatent également. Dès 1195, les convers de l'abbaye se révoltent contre leur abbé qui leur a interdit de boire de la bière. En expiation, ils doivent partir à pied jusqu'à l'abbaye primaire de Clairvaux pour se soumettre au jugement de son abbé Guy de France.
Malgré ces déboires, Cwhir conserve un certain prestige : c'est notamment là qu'est enterré Llywelyn le Dernier, après son exécution en 1282.

### Déclin et fermeture

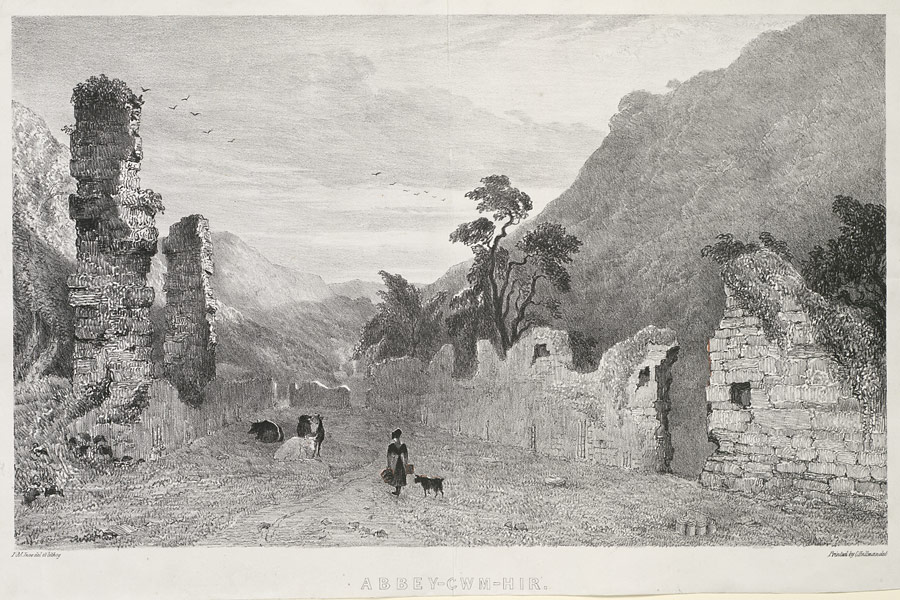
Gravure de Joseph Murray Ince, réalisée avant 1850, et montrant l'état des bâtiments de l'abbaye à cette date.

L'abbaye de Cwmhir, déjà assez modeste, est encore appauvrie par la Révolte des Gallois menée par Owain Glyndŵr en 1401 et 1402. En 1535, la communauté s'est drastiquement réduite à trois personnes, et les revenus annuels de l'abbaye ne sont que de vingt-cinq livres.
En 1537, la dissolution des monastères met fin à la vie abbatiale ; très rapidement, les premières destructions ont lieu, avec l'utilisation des matériaux de la partie nord de la nef pour construire l'église paroissiale de Llanidloes. Le domaine est cédé à la famille Fowler ; or celle-ci prend fait et cause pour Charles Ier lors de la première révolution anglaise. Cwmhir est prise d'assaut en 1644 par Thomas Myddelton (en) et détruite à cette occasion,.
Ce n'est qu'au XIXe siècle que l'intérêt patrimonial et archéologique des ruines est envisagé ; le premier, Thomas Wilson (en), qui a racheté le domaine, explore les ruines en 1824-1825 ; il en exhume notamment la dalle funéraire d'un abbé, placée dans l'église paroissiale, et un tympan représentant l'Ascension installé dans le mur du jardin de la Home Farm.

## L'abbaye

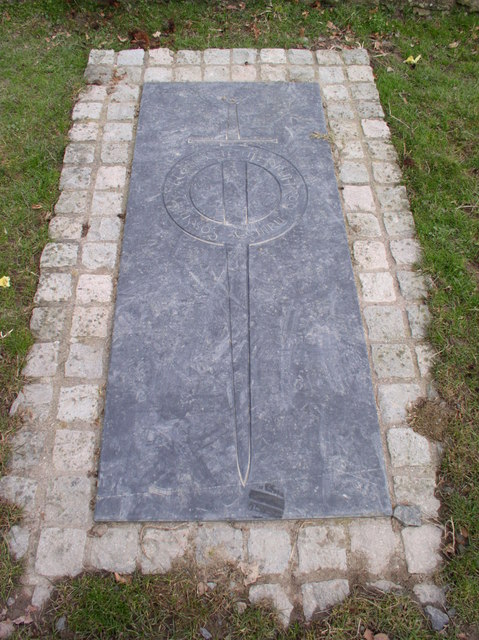
La dalle funéraire de Llywelyn le Dernier, recréée au XXe siècle et exposée sur le site.

La nef de l'église abbatiale était initialement prévue pour mesurer une longueur de quatorze travées, dont ne restent que des tronçons de mur ; les pans méridionaux mesurent par endroits cinq mètres de hauteur, mais ceux du mur septentrional sont moins importants. Dans la nef, trois bases de piliers d'arcades sont visibles,.